# Sun Zi (Mathematiker)
Sun Zi, auch Sunzi oder Sun Tzu, war ein chinesischer Mathematiker, von dem wenig mehr bekannt ist als seine Abhandlung Sunzi Suanjing.
Die Datierung von Sun Zi ist ungewiss, wird aber heute meist auf das 3. bis 5. Jahrhundert gelegt. Der chinesische Philologe Dai Zhen (1724–1777) stellte fest, dass er nicht vor 50 v. Chr. gelebt haben konnte. Alexander Wylie datierte ihn auf das 3. Jahrhundert n. Chr. L. Wang datierte ihn aufgrund von Maß- und Steuersystem auf nach 473 n. Chr., doch kann das auch das Datum der endgültigen Zusammenstellung älterer Schriften sein. In einer Bibliographie aus dem Jahr 636 wird es mit nur zwei Kapiteln aufgeführt, der heute überlieferte Text hat aber drei. Jean-Claude Martzloff datiert den Text auf das 5. Jahrhundert.
Das erste Kapitel des Sunzi Suanjing behandelt Maßsysteme und das Rechnen (Division, Multiplikation, Quadratwurzel) mit Hilfsgeräten aus Stäben und Rechenbrettern. Kapitel zwei enthält 28 und Kapitel drei 36 Probleme ähnlich, wenn auch einfacher, wie im älteren Jiu Zhang Suanshu (Neun Kapitel der Rechenkunst) zum Beispiel über Brüche, Flächen- und Volumenberechnung.
Problem 26 in Kapitel 3 wird mit dem Chinesischen Restsatz gelöst und ist dessen älteste schriftliche Erwähnung. Seine Methode der Wurzelbestimmung weicht von dem Vorgehen im Jiu Zhang Suanshu ab.
Da er in den offiziellen Geschichtsbüchern nicht erwähnt wird – auch wenn sein Buch durchaus Erwähnung findet – kann er keine herausragende offizielle Position oder soziale Stellung gehabt haben. Eventuell war er Buddhist, da im Problem 4 von Kapitel 3 eine buddhistische Sutra erwähnt wird.
Er sollte nicht mit dem Militärstrategen Sunzi verwechselt werden.